# Ficus umbellata
Ficus umbellata är en mullbärsväxtart som beskrevs av Vahl. Ficus umbellata ingår i släktet fikonsläktet, och familjen mullbärsväxter. Inga underarter finns listade i Catalogue of Life.

## Bildgalleri

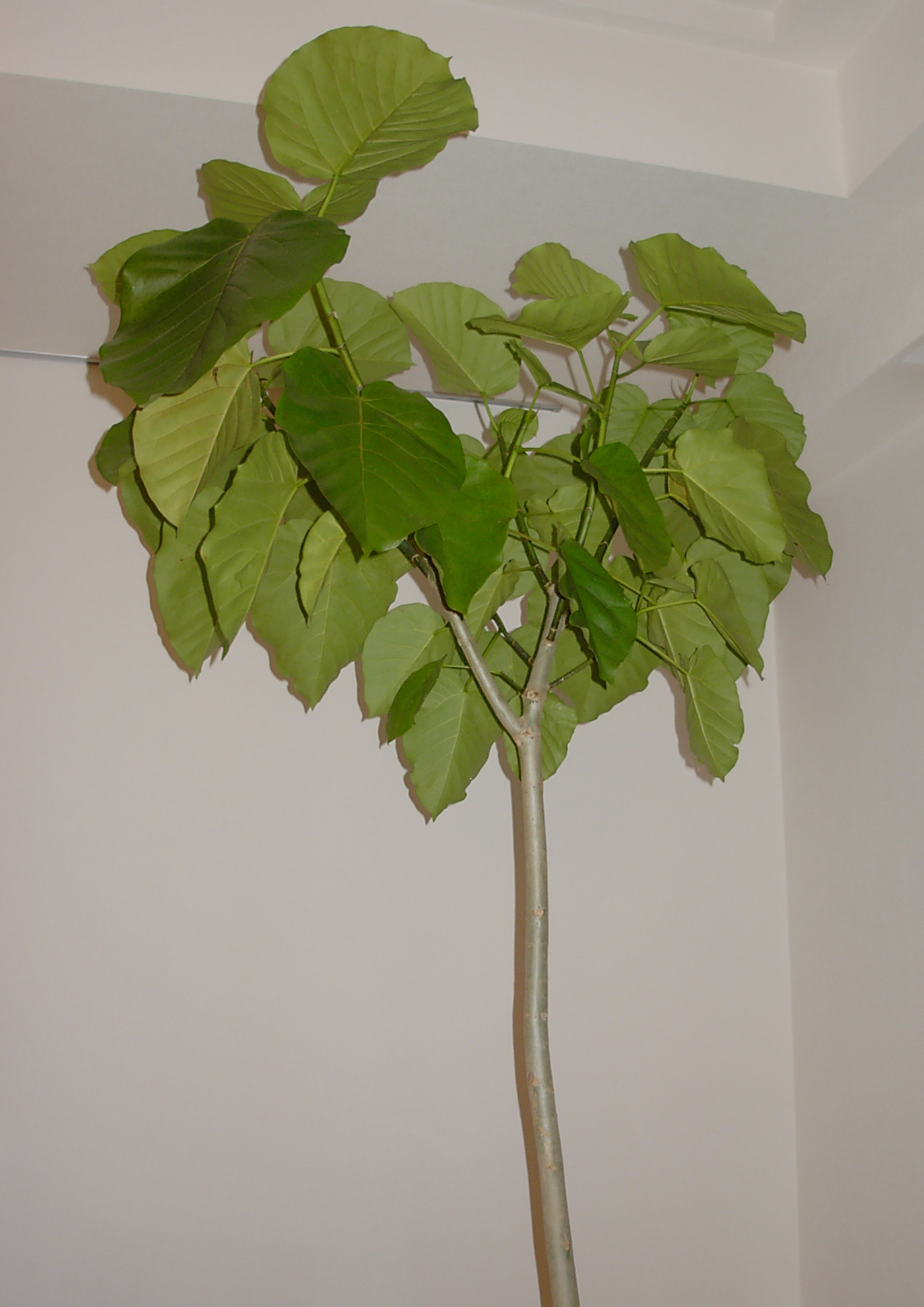